# Ignace Snellen
Ignatius („Ig“ oder „Ignace“) Theodorus Maria Snellen (* 16. Januar 1933 in Hilversum; † 17. Februar 2018 in Bavel, Breda) war ein niederländischer Verwaltungswissenschaftler.

## Leben
Snellen schloss 1954 sein Jurastudium und 1960 sein Studium der Politik- und Sozialwissenschaften an der Universität Amsterdam ab. Ab 1962 arbeitete er bei Philips. Er promovierte 1975 an der Universität Amsterdam über Ansätze in der Strategieformulierung.
Am 1. Juli 1978 wurde er Direktor des Instituts für sozialwissenschaftliche Forschung (IVA) an der Katholischen Universität Brabant. Am 1. Januar 1983 wurde er an der Katholischen Universität Nijmegen zum Professor für die sozialwissenschaftliche Theorie der Politikplanung ernannt. 1985 wurde er zum Professor für Verwaltungswissenschaft an der Universität Tilburg berufen. 1989 wurde er ordentlicher Professor für Verwaltungswissenschaft an der Erasmus-Universität Rotterdam.
Snellen war als Politikberater für den Wissenschaftlichen Rat für Regierungspolitik und andere Regierungseinrichtungen tätig. Sein Spezialgebiet war die Digitalisierung der öffentlichen Verwaltung. Über die Medien und meinungsbildende Artikel nahm er auch an der öffentlichen Debatte teil. Darüber hinaus war er Mitherausgeber mehrerer Publikationen über die institutionellen Aspekte des E-Governments und ihrer Auswirkungen auf Politik und Bürger.
Im Jahr 2013 verlieh ihm die Niederländische Vereinigung für Verwaltungswissenschaft den L.P. van de Spiegel-Preis.
Snellen starb 2018 im Alter von 85 Jahren. Er war verheiratet und hatte mehrere Kinder, darunter Ignas Snellen, heute Professor für Astronomie an der  Universität Leiden.

## Werk
- De politieke vooruitzichten in Zuid Amerika. [Z.p.], 1968.
- Benaderingen in strategieformulering. Een bijdrage tot de beleidswetenschappen. Alphen aan den Rijn [etc.], 1975 (proefschrift) en 1979².
- Organisatie en participatie in wisselwerking met sturing van de Nederlandse samenleving [nota ten behoeve van de Commissie algemene toekomstverkenning van de wetenschappelijke Raad voor het regeringsbeleid]. [Z.p.], 1977.
- Gezondheidszorg en management. Beleidsvragen in de gezondheidszorg. Alphen aan den Rijn [etc.], 1981.
- [Ko-Autor] Planning over meer lagen. Een eerste inventarisatie en enkele bevindingen. Nijmegen, 1983.
- [Ko-Autor] Ambtenaren en onderzoekers. Een vergelijkende studie naar de samenwerking tussen onderzoek en beleid bij 45 onderzoeksprojecten in opdracht van 10 departementen. Leiden, 1984.
- Plan matig, planmatig. Nijmegen, 1983 (Antrittsvorlesung, Nijmegen).
- Limits of government: Dutch experiences. Amsterdam 1985. ISBN 9789063935559
- Planning over meer lagen. Ontwikkeling van een conceptueel kader. Nijmegen, 1986.
- Boeiend en geboeid. Ambivalenties en ambities in de bestuurskunde. Alphen aan den Rijn, 1987 (Antrittsvorlesung, Tilburg).
- Domeinconflicten tussen recht en beleid. Alphen aan den Rijn, 1989 (Antrittsvorlesung, Rotterdam).
- [Ko-Autor] Van woorden naar daden. Eindrapport van een onderzoek naar de kansen op institutionalisering van het persoonsinformatiebeleid voor de publieke sector. Tilburg, 1990.
- [Ko-Autor] Wetgeving en systeemontwikkeling. Den Haag, 1993.
- [Ko-Autor] Informatization as a revolutionizing force: new institutional arrangements in the Netherlands. Enschede, 1995.
- [Ko-Autor] Heroriëntering informatie-strategie. Rapport in opdracht van het bureau informatiebeleid gemeente Rotterdam. Rotterdam, 1996.
- Bestuurskunde en modernisering. Alphen aan den Rijn, 1998 (Abschiedsvorlesung), Rotterdam.
- [mit Wim van de Donk] Public administration in an information age: a handbook. Amsterdam 1998. ISBN 9789051993950
- Grundlagen der Verwaltungswissenschaft. Ein Essay über ihre Paradigmen. Wiesbaden 2006. ISBN 9783531902388
  - Grondslagen van de bestuurskunde. Een essay over haar paradigma's. Den Haag, 2007.
  - Foundations of public administration; an essay in its paradigms. The Hague, 2014.
- Public administration in the information age: revisited. Amsterdam 2012. ISBN 9781614991366